# Ateńska III
Ateńska III – osiedle mieszkaniowe domów jednorodzinnych szeregowych w dzielnicy Praga-Południe w Warszawie.

## Położenie i charakterystyka
Osiedle Ateńska III znajduje się na warszawskiej Pradze-Południe, na obszarze Miejskiego Systemu Informacji Saska Kępa. Zostało wybudowane w latach 1996–1997 według projektu Wojciecha Hermanowicza, Piotra Majewskiego i Andrzeja Wyszyńskiego przy współpracy Elżbiety Kozłowskiej. Za konstrukcję odpowiadał Arkadiusz Koziński. Projekt powstał w 1994 roku. Jest położone w rejonie ulic: Algierskiej, Libijskiej, Marokańskiej i Wału Miedzeszyńskiego. Powierzchnia osiedla wynosi 2,21 hektara. Inwestorem była Robotnicza Spółdzielnia Mieszkaniowa „Osiedle Młodych”.
W sąsiedztwie wzniesiono osiedle domów jednorodzinnych Ateńska II według projektu Jerzego Kumelowskiego oddane do użytku przed 1989 oraz dalej na zachód osiedle budynków wielorodzinnych Ateńska wzniesione w latach 1971–1976 według projektu Lucjana Dutkowskiego i Tadeusza Koźmińskiego.

## Architektura
Osiedle składa się z pięciu podłużnych budynków, o dwóch do trzech kondygnacjach nadziemnych i jednej podziemnej, podzielonych na łącznie 60 jednorodzinnych segmentów. Powierzchnia użytkowa każdego z nich z jednostanowiskowym garażem to między 220 a 296 m². Łącznie powierzchnia użytkowa wynosi 13 603 m², przy powierzchni całkowitej 16 324 m² i kubaturze 49 894 m³. W założeniu każdy segment zaprojektowano z myślą o pięcioosobowej rodzinie.
Segmentowce poprzedzielane są ulicami wewnętrznymi a także ogródkami. Plan osiedla przypomina grzebień z czterema zębami, z grzbietem położonym równolegle do Wału Miedzeszyńskiego. Budynki wzniesiono w dwóch typach: kalenicowym i szczytowym. Elementem wyróżniającym architekturę osiedla są charakterystyczne półkoliste dachy o jednolitym kolorze. Kontrastują one z sąsiednią zabudową modernistyczną.
Osiedle otrzymało nagrodę 3. stopnia Ministra Spraw Wewnętrznych i Administracji za 1998 rok. Znalazło się także w finale II edycji konkursu Życie w Architekturze w kategorii „najlepszy budynek Warszawy 1996–1997”.